# راجر
راجر (به انگلیسی: Rajjar 1) یک شهرک در پاکستان است که در شهرستان چهارسده واقع شده‌است.